# Phragmipedium exstaminodium
Phragmipedium exstaminodium là một loài thực vật có hoa trong họ Lan. Loài này được Castaño, Hágsater & E.Aguirre miêu tả khoa học đầu tiên năm 1984.